# Nikica Ljubek
Nikica Ljubek (Osijek, 19. listopada 1980.), hrvatski kanuist. Sin je Matije Ljubeka, najtrofejnijeg hrvatskog kanuista.
Natjecao se na Olimpijskim igrama 2000. U kategoriji C–1 1.000 m je nastupio u prednatjecanju, a u kategoriji C–2 500 m je osvojio 12. mjesto.
Na svjetskom prvenstvu 2008. je osvojio srebrnu medalju u C–1 maratonu na 25,8 kilometara. Na europskom prvenstvu 2011. osvojio je brončanu medalju u C–1 maratonu.
Bio je član Belišća i Matije Ljubeka iz Zagreba.